# Charles Borromeo Fitzgerald
Pour les articles homonymes, voir Charles Fitzgerald et Fitzgerald.
Charles Borromeo Fitzgerald, né le 25 juin 1865 à Rockhampton et mort le 10 février 1913 à Longreach, est un avocat et homme politique australien.

## Biographie
Fils d'un colon cultivant la canne à sucre dans le nord du Queensland, il est scolarisé en France puis pratique le métier de barrister (avocat) dans le Queensland. En 1892, il est candidat malheureux pour le tout jeune Parti travailliste aux élections législatives du Queensland. Il s'établit peu après à Longreach, comme solliciteur, et est élu en 1896 à l'Assemblée législative du Queensland comme député de la circonscription de Mitchell,. Réélu en 1899, il est fait procureur général dans le gouvernement d'Anderson Dawson, le premier gouvernement travailliste au monde - mais celui-ci est déchu quelques jours plus tard par l'Assemblée, avant d'avoir pu gouverner. Battu dans sa circonscription aux élections de 1902, Charles Fitzgerald quitte la vie politique et se consacre à sa carrière d'avocat. Il meurt à l'hôpital de Longreach en 1913, à 47 ans, d'un arrêt cardiaque soudain,.